# فيا رايل كندا

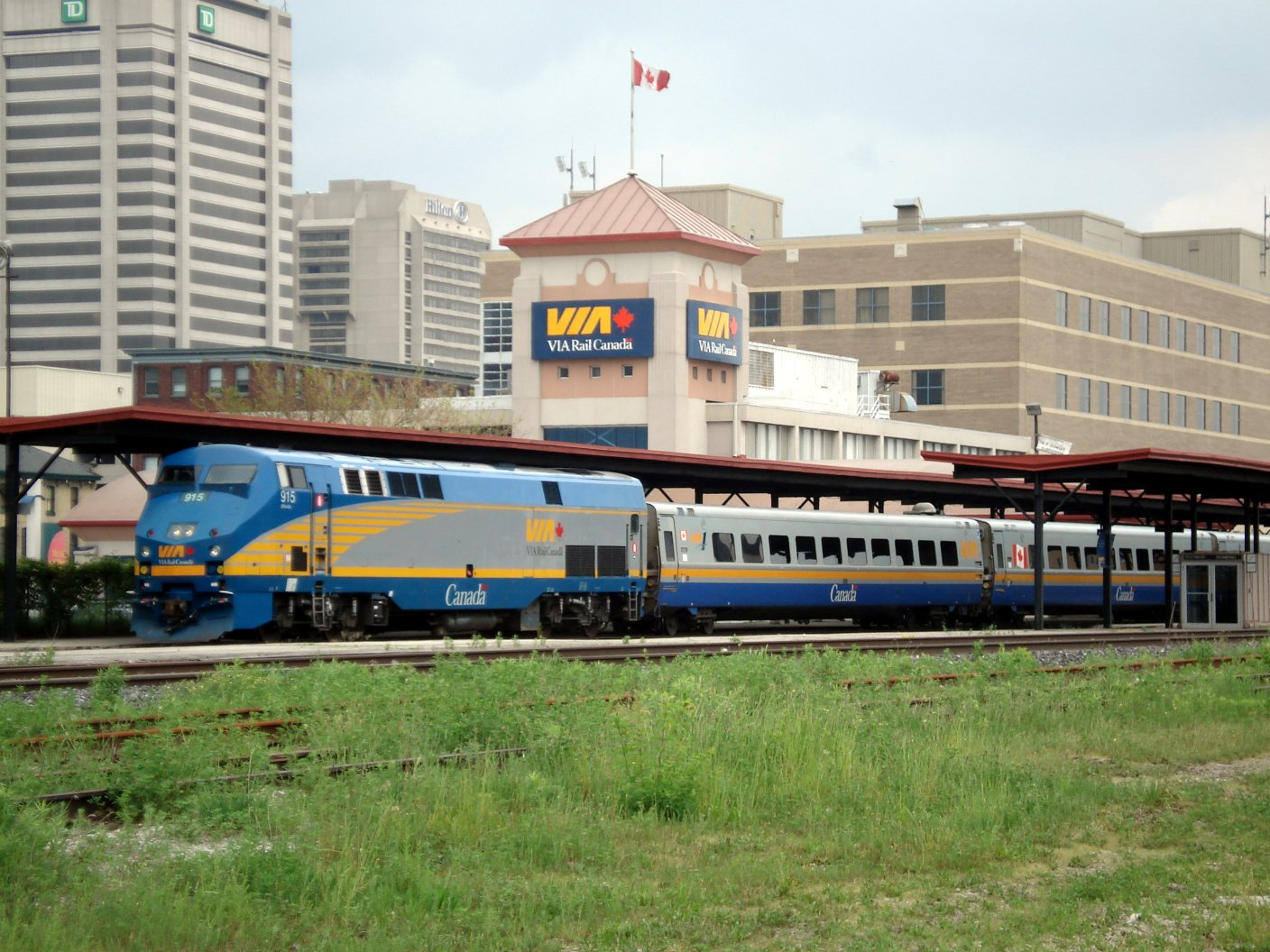

فيا رايل كندا هي شركة تاجية بكندا، وهي لا تملك حق نقل البضائع، لكن تضمن النقل السككي للكنديين. وهي الآن تستغل 17 خطا سككيا في كندا.